# Volkswagen Ameo

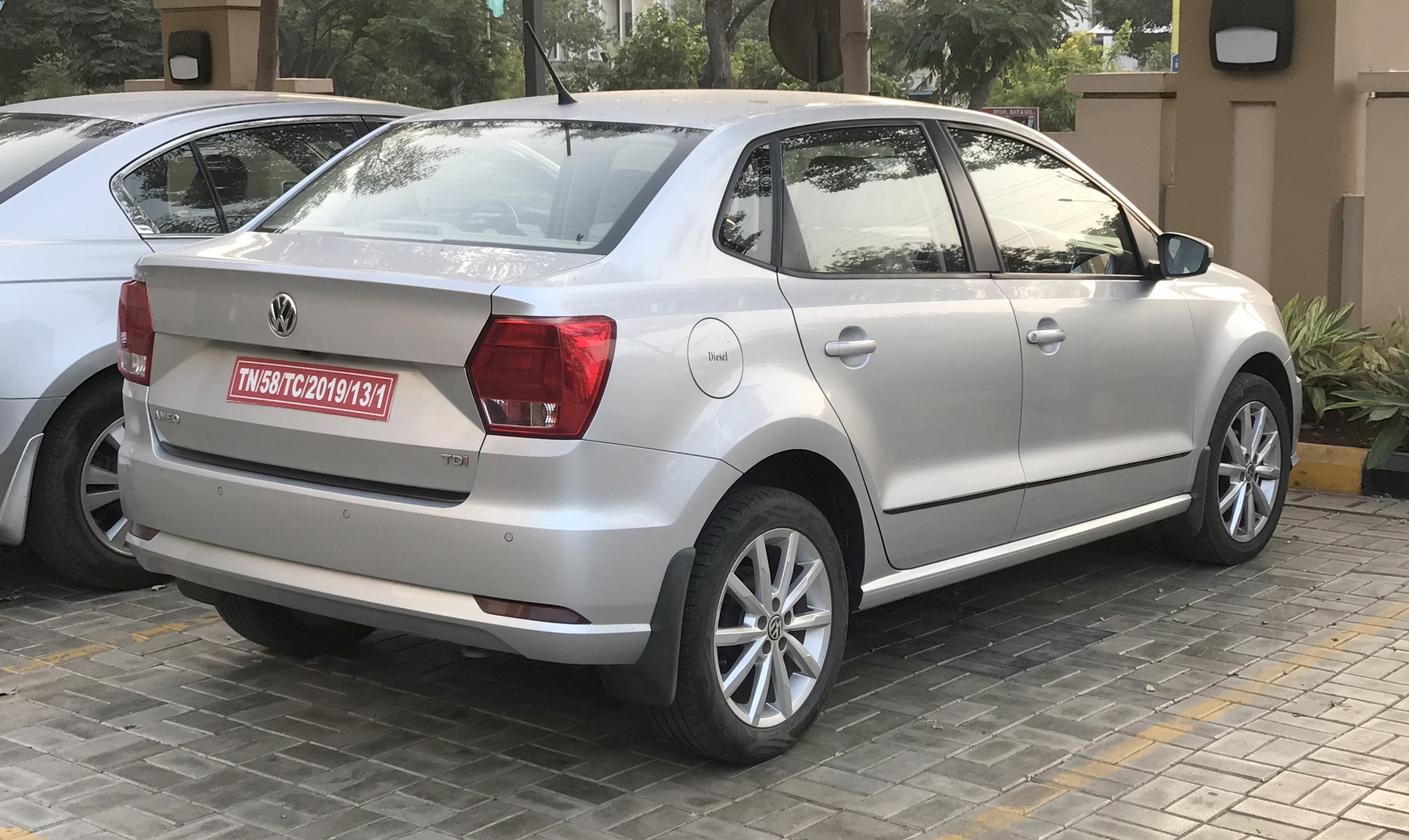
Вид сзади

Volkswagen Ameo — компактный автомобиль немецкого автоконцерна Volkswagen, находящийся в производстве с 2016 по 2020 год. Являлся укороченным вариантом Volkswagen Polo Sedan.

## История
Автомобиль Volkswagen Ameo впервые был представлен в июне 2016 года в Индии. Модель выпускалась в Чакане, неподалёку от Индии. Модель оснащалась двигателями Volkswagen EA211 и Volkswagen EA288.
От базовой модели Ameo отличается задней частью, укороченным передним бампером и низкой крышей. Цена автомобиля составляла 513864 индийских рупий.
Производство автомобиля завершилось в апреле 2020 года.

## Технические характеристики
|                            | 1.2                      | 1.5 TDI                     |
| Годы производства          | 06/2016—04/2020          | 06/2016—04/2020             |
| Технические характеристики |                          |                             |
| Тип топлива                | Бензиновое (R3)          | Дизельное (R4)              |
| Объём                      | 1198 см³                 | 1498 см³                    |
| Мощность при об/мин        | 55 кВт (75 л. с.) / 5400 | 81 кВт (110 л. с.) / 4000   |
| Крутящий момент при об/мин | 110 Н*м / 3750           | 250 Н*м / 1500—3000         |
| Привод                     | Передний                 | Передний                    |
| Трансмиссия                | 5-скор. МКПП             | 5-скор. МКПП                |
| Трансмиссия (опционально)  | —                        | [7-скор. DSG]               |
| Максимальная скорость      | 170 км/ч                 | 185 км/ч                    |
| Разгон до 100 км/ч         | 14,2 сек.                | 9,9 сек. [10,0 сек.]        |
| Полная масса               | 1044—1069 кг             | 1138—1163 кг [1174—1184 кг] |
| Объём бака                 | 45 л                     | 45 л                        |